# Chipotle

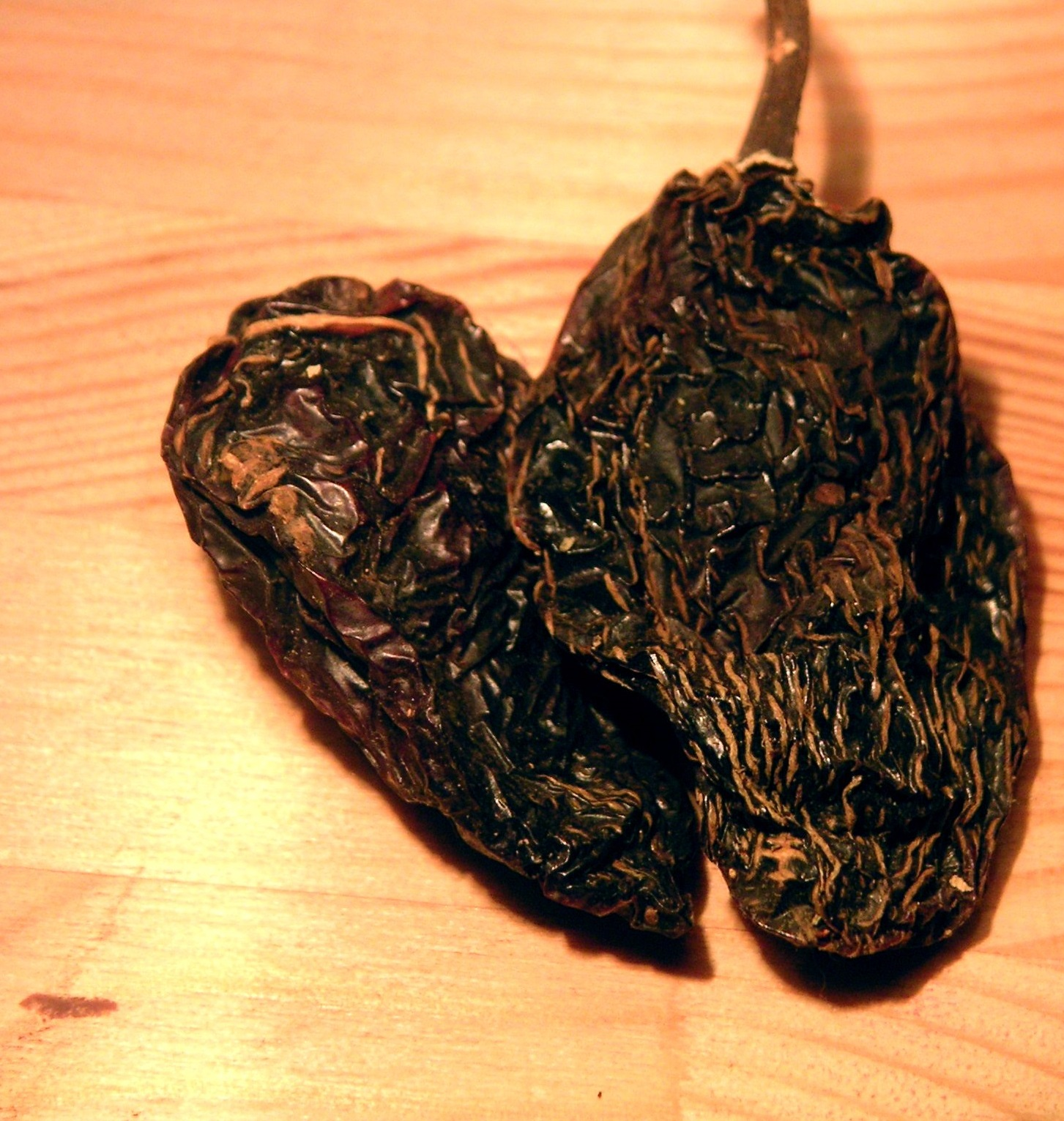

A chipotle jellegzetesen közép-amerikai fűszer: fafüstön szárított jalapeño (Capsicum annuum) paprika. Moritas néven is ismert; füstös és gazdag ízével Mexikóban klasszikusan levesekhez, páclevekhez, szószokhoz (egyebek között egyes salsa szószokban) és pörköltekhez használják.